# Tuomas Holopainen

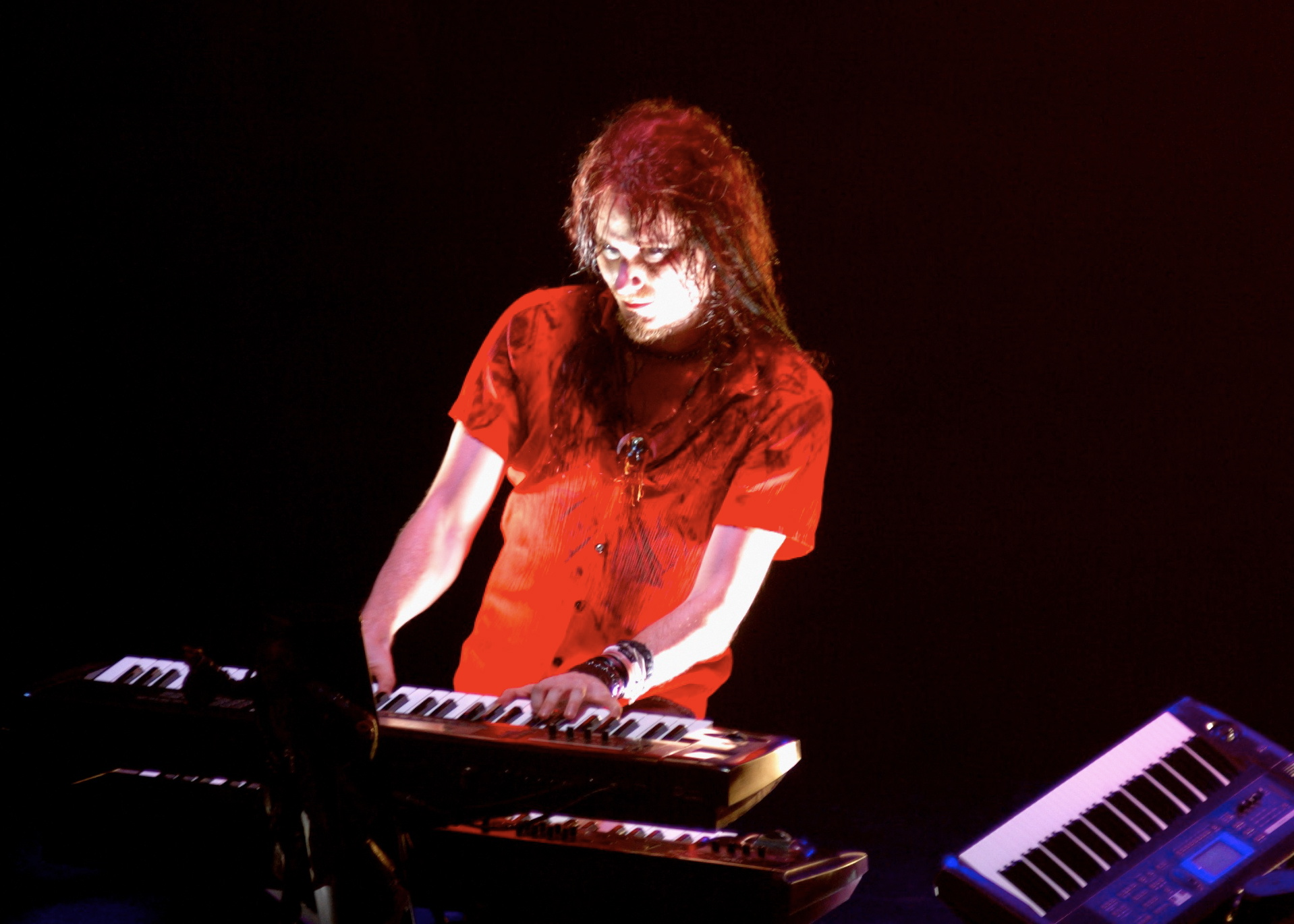
Tuomas Holopainen

Tuomas Lauri Johannes Holopainen (n. 25 decembrie 1976, Kitee,Finlanda) este un compozitor și muzician multi-instrumentalist finlandez, cunoscut mai ales ca membru fondator al formației symphonic metal Nightwish.. 

## Biografie
Născut într-o familie de romantici, tânărul Tuomas a început să cânte de la doar 8 ani.
Holopainen a început studiul într-un colegiu de muzică, la pian și la clarinet, dar până la urmă pianul s-a dovedit marea sa pasiune.
A făcut parte din mai multe formații metal, inclusiv înregistrând părțile de orgă pentru trei albume alături de trupa de black metal Darkwoods My Betrothed, iar apoi i-a venit ideea cu adevărat genială de a-și crea o trupă a sa, în care avea să compună versurile și muzica. Astfel a luat naștere proiectul muzical Nightwish, în jurul unui foc de tabără, în iulie 1996. Imediat după aceea, entuziasmat de idee, i-a rugat pe Emppu Vuorinen și Tarja Turunen să se alăture proiectului care pe atunci nu era altceva decât o trupă de muzică acustică. După ce a auzit vocea puternică a Tarjei, Tuomas a decis să transforme proiectul acustic într-unul de metal. Astfel s-au alăturat trupei toboșarul Jukka Nevalainen și basistul Sami Vanska.
Succesul geniului lui Holopainen a fost extrordinar , urmand lansarile a nu mai putin de 4 albume pana in anul 2001. Tot in acest an a avut loc prima modificare a trupei, basistul Sami fiind inlocuit de Marco Hietala, o combinatie perfecta dupa cum spune Tuomas, deoarece Marco are o voce exceptionala. Tuomas fusese cel care se ocupase de partile vocale masculine pe primul album, folosindu-l apoi pe Tapio Wilska pentru aceste parti. ,,Vocea lui Marco se imbina perfect cu cea a Tarjei, asa ca eu consider aceasta schimbare spre binele trupei.’’ spune Tuomas intr-un interviu pentru o revista finlandeza, in anul 2001. Alaturi de Marco, Nightwish a mai lansat inca 2 albume, sub indrumarea exceptionala a lui Tuomas, versurile sale profunde fiind apreciate in toata lumea. O alta demonstratie a creativitatii lui Holopainen este decizia sa de a duce Nightwish la un nou nivel, ultimele doua albume fiind inregistrate alaturi de orchestre simfonice din Finlanda, respectiv Marea Britanie.
In cadrul ultimului album, Once, din 2004, Tuomas si-a indeplinit visul de a canta alaturi de un indian american, din tribul Lakota, pe nume John Two-Hawks. Melodia contine recitarea de catre invitatul special al unui poem in limba sa natala, lakota, scris de Tuomas. Subiectul melodiei este batalia dintre ,,pieile albe’’ si amerindieni, demonstrand astfel incorectitudinea razboaileor purtate in America, indienii reprezentand pentru Tuomas o mare pasiune. 
In ciuda aparentelor, in spatele intelectualului de 33 de ani, se ascunde un om cu pasiuni tipice copiilor, precum animatia Disney. Versurile din albumul Wishmaster contin multe referinte la Disney.
Din pacate, in 2005 Nightwish trece printr-o criza. Datorita lipsei de interes acordate in ultimul timp de Tarja trupei, fiind prea mult ocupata cu sotul sau, Tuomas, impreuna cu trupa, a decis sa o concedieze la sfarsitul lui 2005 imediat dupa terminarea unui turneu mondial, marcand acest eveniment cu lansarea unui DVD, cu numele de "End of an Era" (Sfarsitul unei Ere) continand toate evenimentele importante din perioada 1996- 2005. 
Dar Tuomas s-a decis sa nu se lase doborat de pierderea solistei si sa continue sa isi urmeze visul. A organizat preselectii pentru o noua solista, acestea incheindu-se pe 15 ianuarie 2007. In tot acest timp, membrii trupei si-au pregatit partile de instrumental pentru un nou album. In iunie a fost anuntata noua solista, pe nume Anette Olzon. Lansand cu aceasta cel mai de succes album de pana acum, Nightwish au pornit intr'un turneu mondial de 2 ani, sfarsit la 19.09.2009. In prezent, Tuomas a declarat ca lucreaza la versurile si muzica pentru un nou album.

## Echipament
- Korg N364 – (back on tour with Imaginaerum) music workstation
- Korg Triton – (retired) music workstation
- Korg KARMA – (Imaginaerum Tour) music workstation
- Korg OASYS – (Studio only) music workstation
- Korg TRINITY – (retired) music workstation
- Korg TR (x2) – (Dark Passion Play Tour) music workstation
- Korg Kronos – (Imaginaerum Tour) music workstation

## Discografie

### Cu Nightwish
| - Angels Fall First (1997) - Oceanborn (1998) - Wishmaster (2000) - Over the Hills and Far Away EP (2001) - Century Child (2002) - Once (2004) - Dark Passion Play (2007) - Made in Hong Kong (And in Various Other Places) (2009) - Imaginaerum (2011) - Showtime, Storytime (2013) - Endless Forms Most Beautiful (2014) - Decades (2019) - Human : | : Nature (2020) |

### Solo
| - "Music Inspired by the Life and Times of Scrooge" (2014) |